# Torbiel nasieniowa

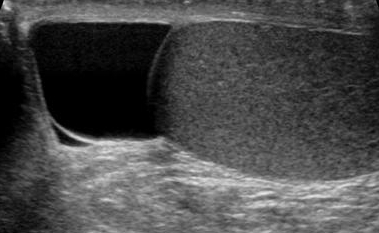
Torbiel najądrza na badaniu USG

Torbiel nasieniowa, torbiel najądrza – schorzenie nabyte, występujące u mężczyzn. Jest łagodną zmianą w obrębie najądrza, która powstaje, gdy zablokowana jest droga odpływu nasienia. W zależności od rozmiarów i dolegliwości wymaga obserwacji lub leczenia operacyjnego, nie przyczynia się do niepłodności. Zostaje wykrywa najczęściej w trakcie samodzielnego badania palpacyjnego moszny. Nie zidentyfikowano przyczyny tego schorzenia.

Przeczytaj ostrzeżenie dotyczące informacji medycznych i pokrewnych zamieszczonych w Wikipedii.